# Свеча Благодарения
Свеча Благодарения (рум. Lumânarea Recunoştinţei) — памятник и капелла расположенный в молдавском городе Сороки. Находится в западной части города на высоком холме, откуда открывается вид на город, реку Днестр и соседнюю Украину.
Идея создания памятника принадлежит молдавскому писателю Йону Друцэ, похороненному рядом с памятником.
Памятник оформлен в виде свечи, которая представляет собой дань неизвестным героям, сохранившим культуру, язык и историю Молдовы.
Памятник открыт 27 марта 2004 года. Его высота составляет 29,5 метра.

## Галерея

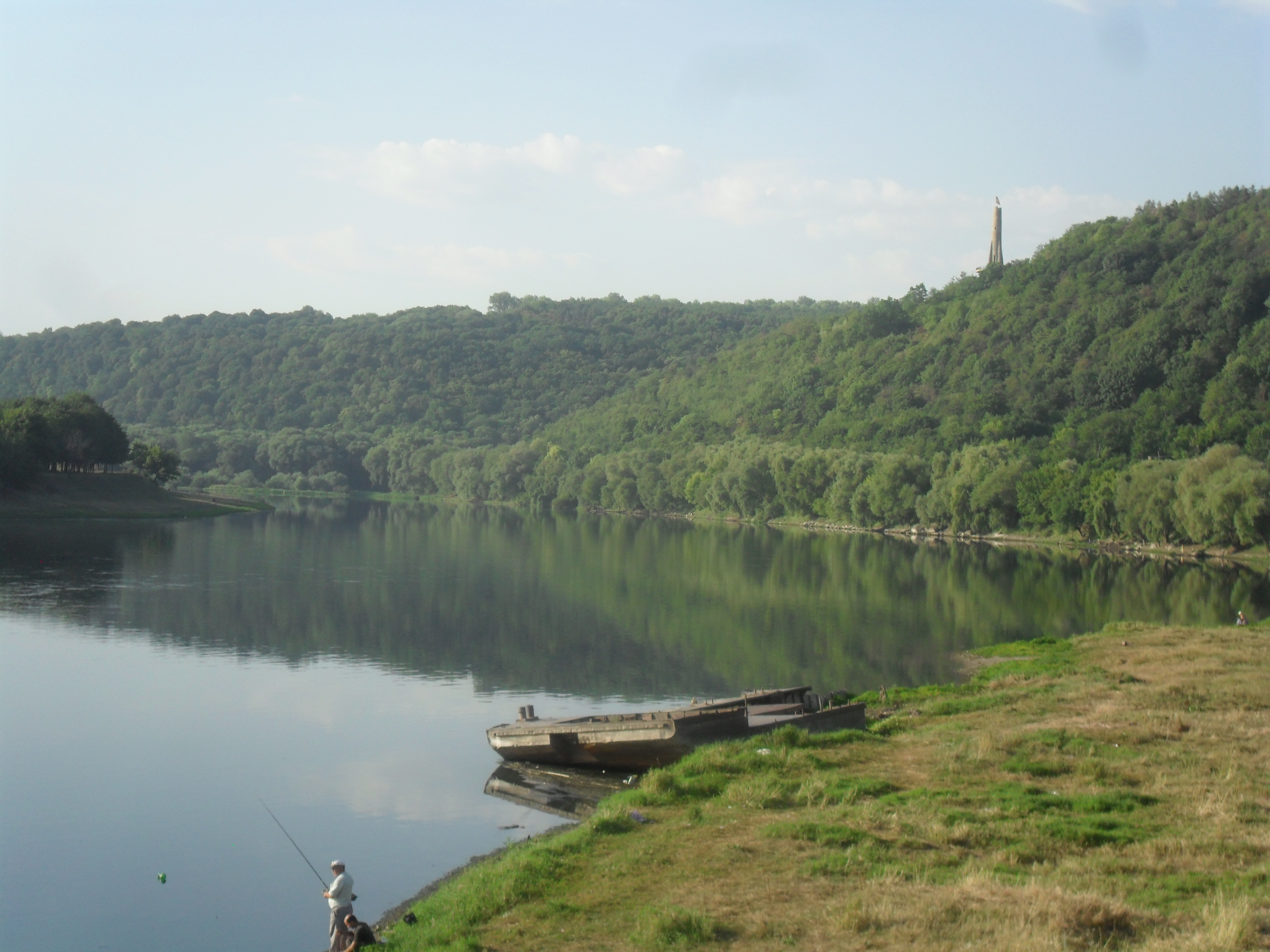
Вид на Свечу с берега Днестра
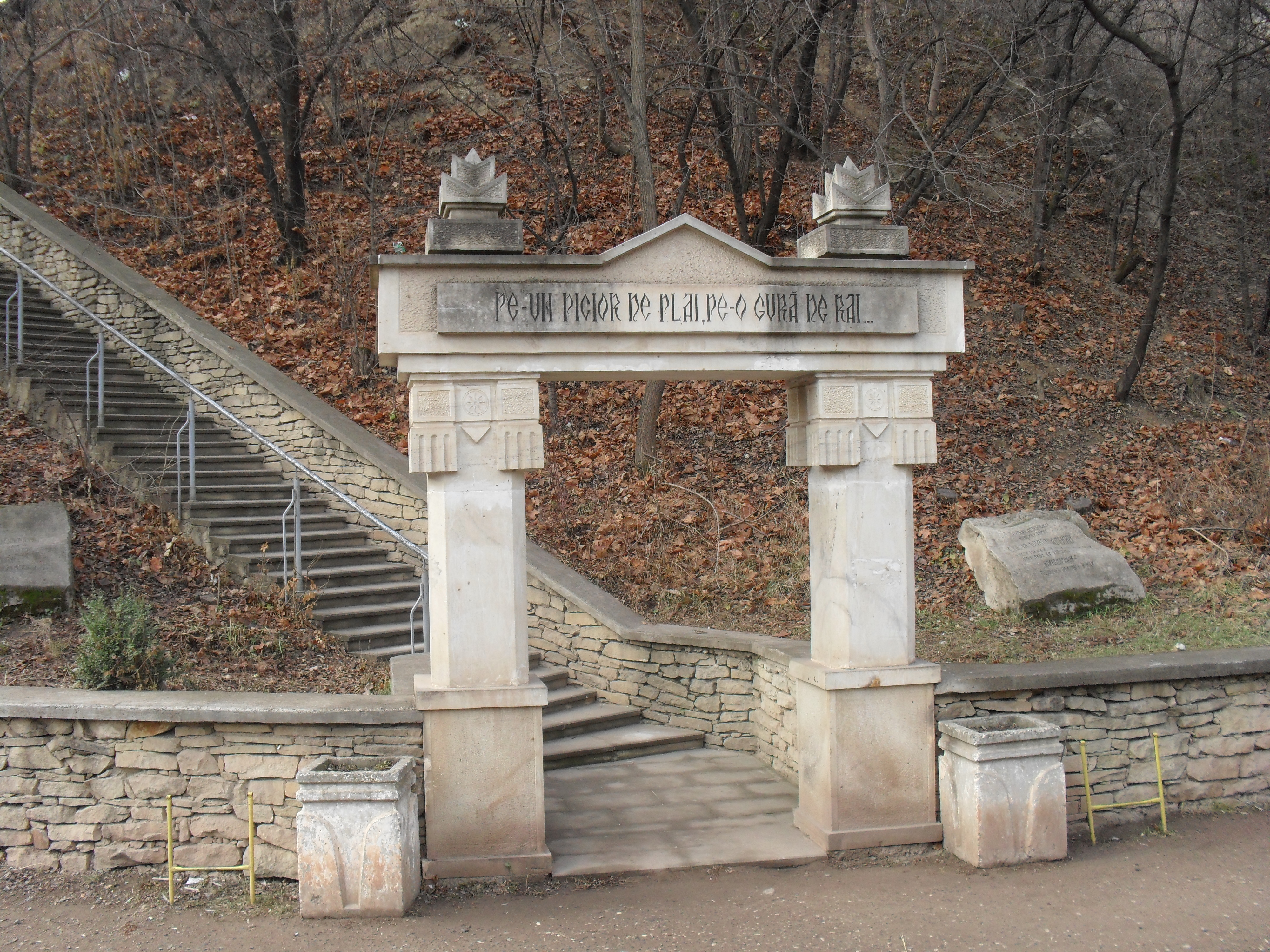
Вход в памятник со стороны автодороги (лестница на гору)
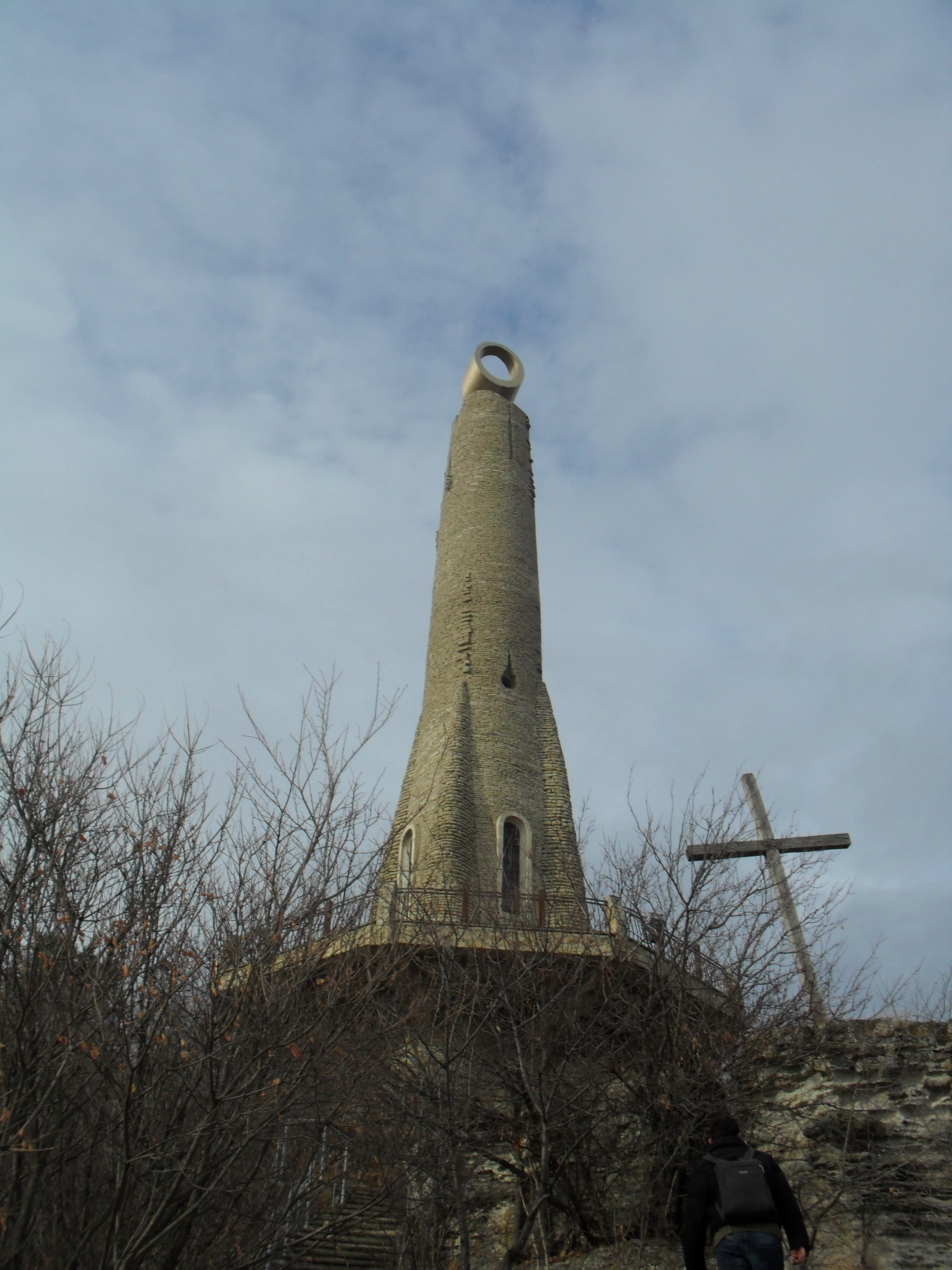
На подъёме к памятнику
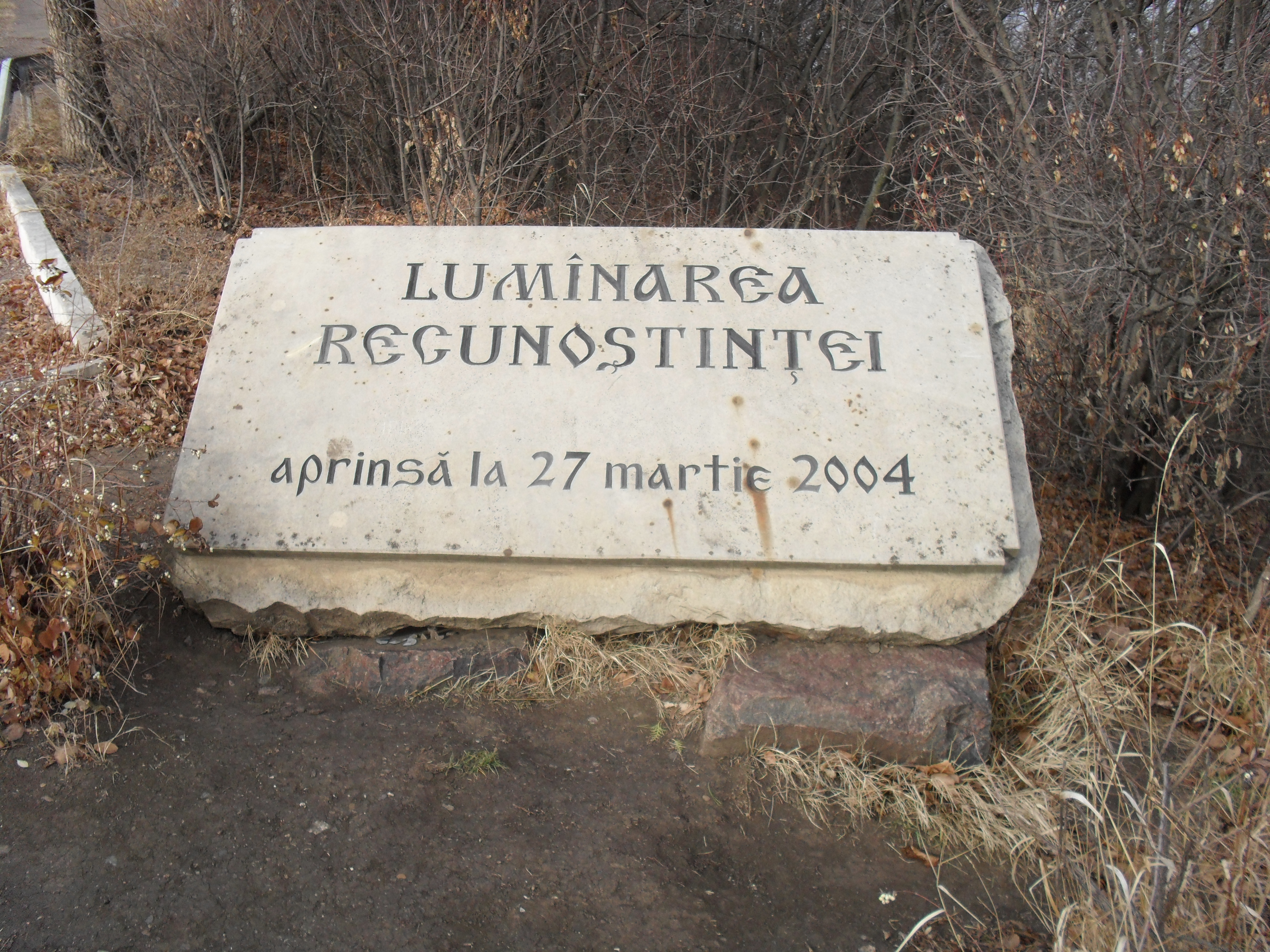
Камень с информацией
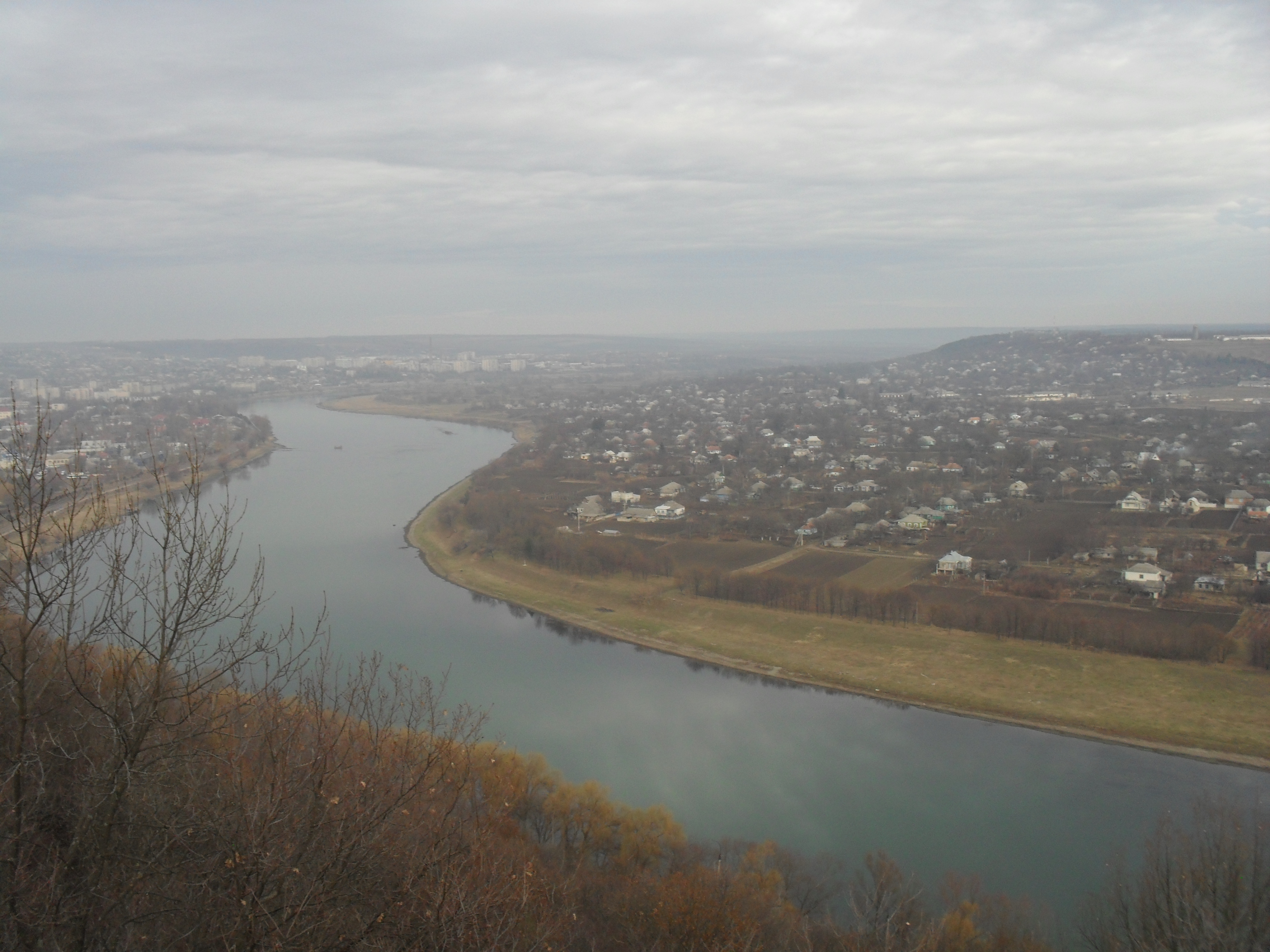
Вид с осмотровой площадки на Днестр и украинское село Цекиновка
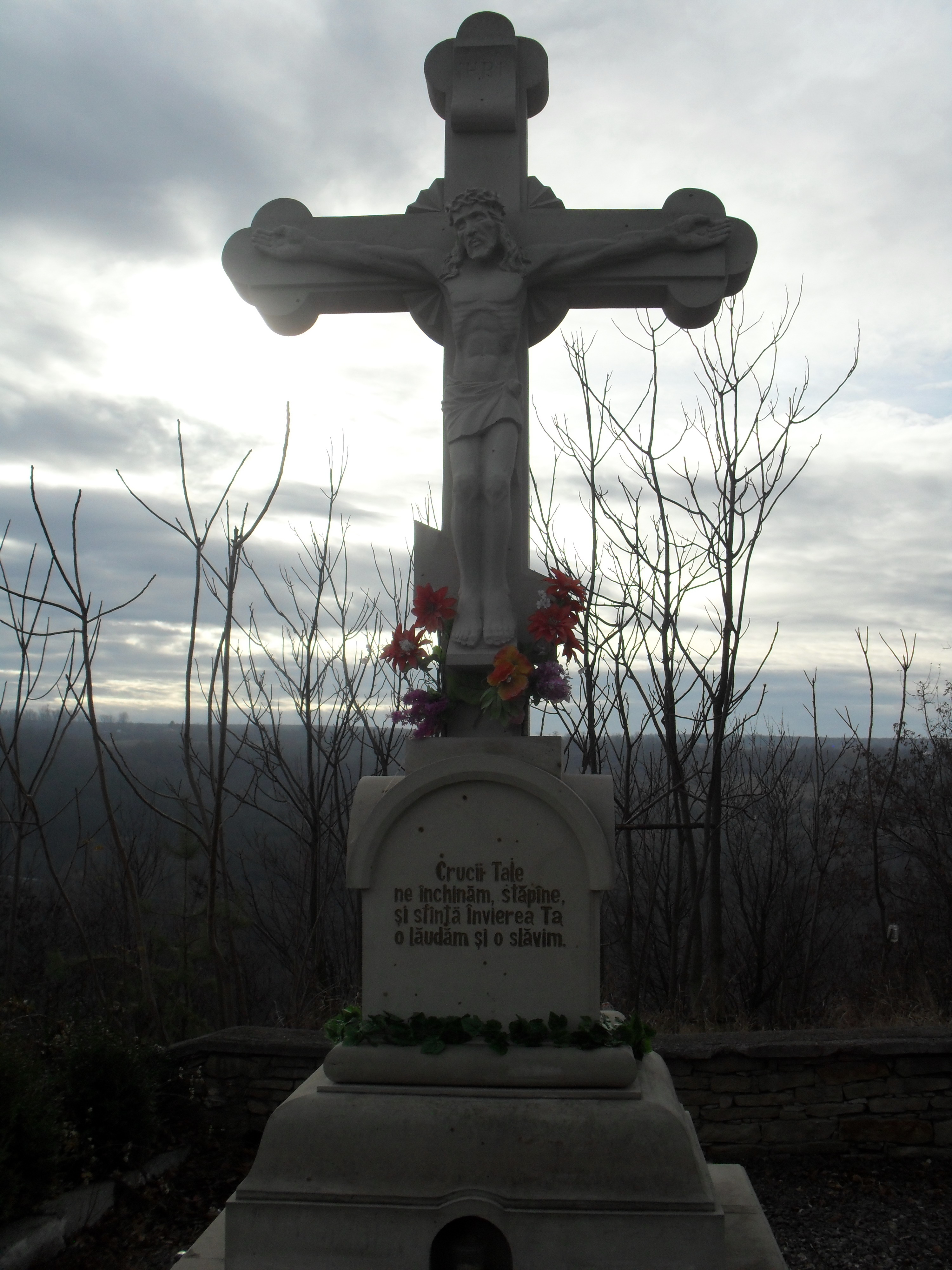
Крест рядом с памятником
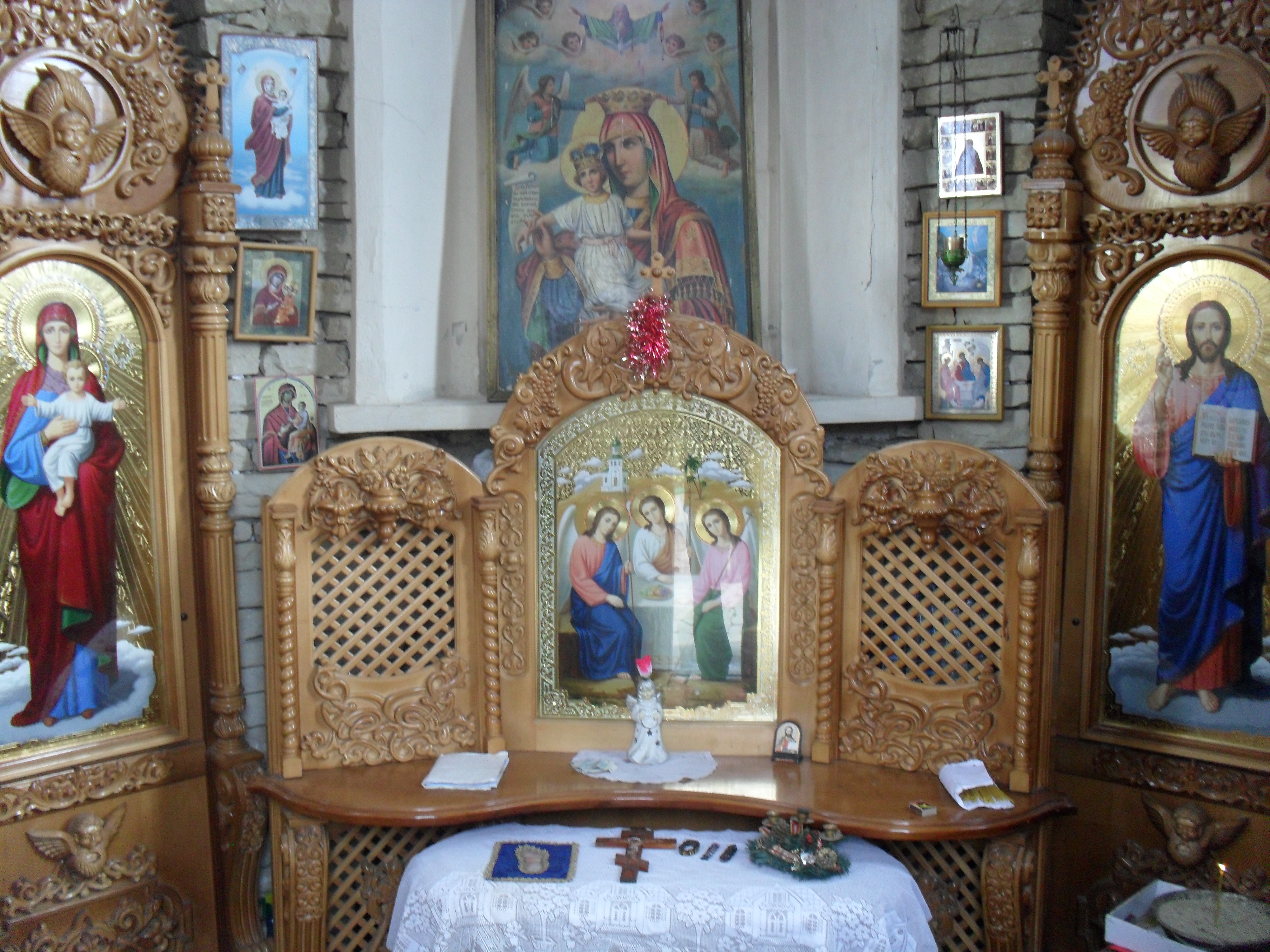
Часовня Свечи
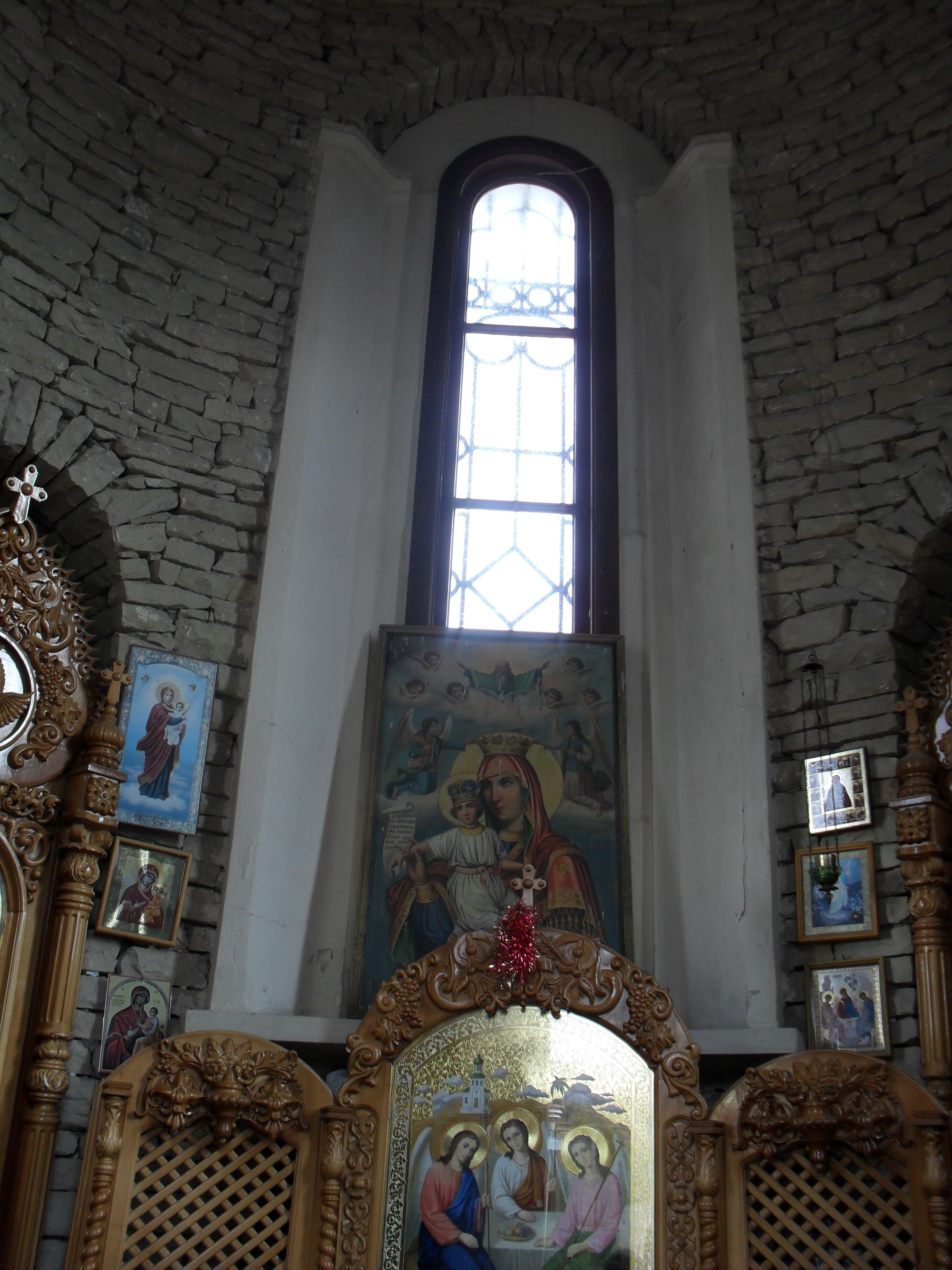
Внутри памятника
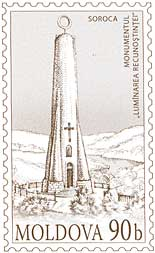
Почтовая марка Молдовы, посвящённая  Свече
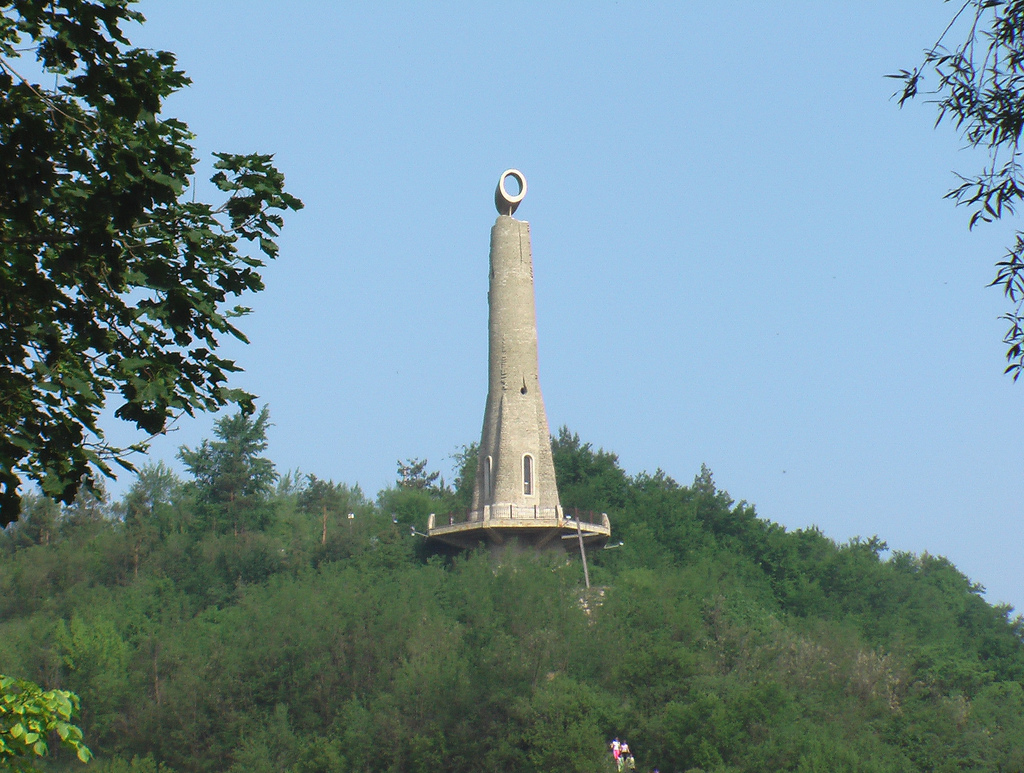

.